# Байбузо-Білозерська волость
Байбузо-Білозерська волость (Білозерська друга волость) — історична адміністративно-територіальна одиниця Черкаського повіту Київської губернії з центром у містечку Жаботин.
Станом на 1886 рік складалася з 2 поселень, 2 сільських громад. Населення — 5324 осіб (2504 чоловічої статі та 2820 — жіночої), 806 дворове господарство.
|                     | Площа, десятин | У тому числі орної, десятин |
| ------------------- | -------------- | --------------------------- |
| Сільських громад    | 4100           | 2377                        |
| Приватної власності | 8258           | 1470                        |
| Іншої власності     | 126            | 91                          |
| Загалом             | 12484          | 3938                        |

Поселення волості:
- Білозір'я — колишнє власницьке село при озері Білому за 44 версти від повітового міста, 3796 осіб, 599 дворів, православна церква, школа, 4 постоялих будинки, лавка.
- Байбузи — колишнє власницьке село при каналі, 1272 особи, 207 дворів, православна церква, школа, постоялий будинок.

Старшинами волості були:
- 1909—1910 роках — Яків Євдокимович Матвієнко[2],[3];
- 1912—1915 роках — Лаврентій Іванович Небелиця[4],[5],[6].